# Skupna vrtilna količina
Skupna vrtilna količina (oznaka {\displaystyle J\,}) je vsota vektorjev tirne vrtilne količine in spinske vrtilne količine. Določimo jo lahko na primer za elektron v atomu in je posledica spinsko-tirne sklopitve. Skupno vrtilno količino lahko zapišemo kot
{\displaystyle {\vec {J}}={\vec {L}}+{\vec {S}}}
kjer je
- {\displaystyle {\vec {J}}\,} vektor skupne vrtilne količine
- {\displaystyle {\vec {L}}\,} vektor tirne vrtilne količine
- {\displaystyle {\vec {S}}\,} vektor spinske vrtilne količine

Kvantno število, ki pripada skupni vrtilni količini, je enako
{\displaystyle \mathbf {j} ={\boldsymbol {\ell }}+\mathbf {s} }.
Za elektron je to {\displaystyle l\pm 1/2\,}. 
Kvantno število skupne vrtilne količine lahko zavzame samo naslednje vrednosti 
{\displaystyle |\ell -s|\leq j\leq \ell +s}
Kvantno število {\displaystyle j\,} imenujemo tudi prvo kvantno število skupne vrtilne količine. 
Izrazimo ga lahko tudi kot
{\displaystyle \Vert \mathbf {j} \Vert ={\sqrt {j\,(j+1)}}\,\hbar }
Projekcija vektorja skupne vrtilne količine na os-z pa je
{\displaystyle j_{z}=m_{j}\,\hbar }
kjer je
- {\displaystyle \hbar \,} reducirana Planckova konstanta ({\displaystyle h/2\pi \,})
- {\displaystyle m_{j}\,} projekcija vektorja skupne vrtilne količine na os-z

Vrednost {\displaystyle m_{j}\,} imenujemo tudi Drugo kvantno število skupne vrtilne količine.
Vrednosti za {\displaystyle m_{j}\,} imajo vrednosti od {\displaystyle -j\,} do {\displaystyle +j\,} v korakih po 1. Dobimo {\displaystyle 2j+1\,} vredmosti za {\displaystyle m_{j}\,}.

## Seštevanje vrtilnih količin
Kadar imamo dve kvantizirani tirni vrtilni količini {\displaystyle {\vec {\ell _{1}}}} in {\displaystyle {\vec {\ell _{2}}}} je skupna vrtilna količina enaka
{\displaystyle {\vec {\jmath }}={\vec {\ell _{1}}}+{\vec {\ell _{2}}}}
Kvantno število {\displaystyle j\,}, ki opisuje sistem, pa lahko zavzame vrednosti od {\displaystyle |\ell _{1}-\ell _{2}|} do {\displaystyle \ell _{1}+\ell _{2}} v korakih po 1.
Vedno, kadar imamo več elektronov, moramo najprej sešteti vse tirne vrtilne količine, nato še vse spinske vrtilne količine. Skupna vrtilna količina je potem vsota tirnih in spinskih vrtilnih količin. V obeh primerih lahko določimo kvantno število, ki pripada spinskemu in kvantno število, ki pripada tirnemu delu vrtilne količine. 